# جبل عامل (جريدة)
جريدة جبل عامل أصدرها الشيخ أحمد عارف الزين في 28 كانون الأول 1911 ميلادي.
وكان العدد الأول مؤلفا من ثماني صفحات، وفي صفحتها الأولى: «صحيفة أسبوعية تعنى بأخبار وأحوال وأمور وشؤون ومصالح ومنافع جبل عامل خاصة، وسائر البلاد وعلى الأخصّ البلاد السورية ، فالعاثمانية عامّة».

## طباعتها
كانت الجريدة تُطبع على مطابع العرفان في صيدا.
قيمة الاشتراك السنوي فيها كان ريالا ونصف ريال مجيدي في جبل عامل وريالان مجيديان في سائر البلاد العثمانية.

## أهدافها
في عددها الأول حددت الجريدة خطتها ومبادئها بما يلي: «لا تتبع الجريدة خطة ملتوية ومبدأ متغيّرا، وإنما تنطق بالحق في كل حال وتنطق بالصدق ولو أدّى بها إلى الإضمحلال.... وسنختار مكاتبين للجريدة، ممن نعتقد بهم صدق اللهجة وعدم تحريف الكلم عن مواضعه، كما اخترنا للكتابة والتحرير والترجمة فئة من أرقى طبقات الأمة.... مبدأ جريدتنا السعي الحثيث المتواصل في كل ما يؤول إلى خير جبل عامل خاصة علميا وأدبيا واقتصاديا وتجاريا وزراعيا فلذلك لا يخلو عدد من أعداد الجريدة من البحث في ذلك وسوف تستعمل الوسائط الفعّآلة بحول الله لدى الحكومة السنية بما يطلب منها في إصلاحه».

## أهم المحررين
استعانت بأقلام راقية من جبل عامل وسوريا والعراق ومن أهم المحررين فيها: 
1. الشيخ سليمان ضاهر
2. الشيخ أحمد رضا
3. الشيخ محمد علي حامد حشيشو

## توقّفها
توقّفت الجريدة عن الصدور في الفترة الواقعة بين نيسان 1912م وأيار 1912م ثم عاود الشيخ أحمد عارف الزين إصدار الجريدة، واستمرت بالصدور حتى أتمّت سنتها الأولى. 
بسبب طروحاتها المنتقدة لتقصير السلطات العثمانية الفادح في شتى المجالات في جبل عامل اضطرّت للتوقّف عن الصدور تحت ضغط السلطات العثمانية وذلك في 15 كانون الأول 1912 ميلادي.
وبالإضافة إلى السبب السياسي كان للأسباب المالية دور في توقّف إصدارها، فالخسارة المتكررة وعدم التجاوب مع الدعوات الإصلاحية، كذلك سوء التوزيع وعدم توفّر وكلاء مخلصين لها، كلها أمور إلى جانب الضغط السياسي العثماني أدّى إلى توقّفها نهائيا عن الصدور.
وبذلك لم يكتب للجريدة الحياة والديمومة لأكثر من سنة.
وفي سنة 1961م عاود نزار الزين ابن الشيخ أحمد عارف الزين إصدارها كملحق لمجلة العرفان، إلّا أنها لم تستمر طويلا.